# يارا (اسم)
يارا كلمة في اللغات القديمة كانت تعني في الفينيقية حبيبتي وكذلك في الكردية معناها الحبيبة و(يار) بحذف آلاف معناها الحبيب، وفي الأمزونية ابنة الغابات، وفي الفارسية، ابنة الربيع، وفي المصرية القديمة، ملكة السماء. ومن معانيها الطاهرة، والمحبوبة. تعني الفراشة الصغيرة ويارا اسم من أسماء مدينة القدس ومعناها أيضا الفتاة الجميلة، ويعتقد أن كل من تحمل هذا الاسم تكون مباركة، ويارا ترمز للإنسانة الجميلة الطاهرة المحبة الخجولة المطيعة العنيدة والقوية وبالتركية تعني الجرح وبالروسية تعني الثلج وبالفارسية تعني القوة والجرأة والشجاعة
وبالأفغانية تعني الصديق، وباليونانية واللاتينية القديمة تعني الربيع وكذلك بالسلفاكية، أما بالسنسكريتية فتعني الضوء الساطع، وبالماليزية تعني أشعة الشمس وزهرة الربيع، وفي البرازيلية تعني سيدة المياه.[بحاجة لمصدر]